# Thaumatolita
Thaumatolita is een geslacht van vlinders van de familie sikkelmotten (Oecophoridae), uit de onderfamilie Oecophorinae.

## Soorten
- T. hamifera Walsingham, 1912
- T. stemonias Meyrick, 1920